# Mayfield (Kentucky)
Mayfield é uma cidade localizada no estado americano de Kentucky, no Condado de Graves.

## Demografia
Segundo o censo americano de 2000, a sua população era de 10.349 habitantes.
Em 2006, foi estimada uma população de 10.336, um decréscimo de 13 (-0.1%).

## Geografia
De acordo com o United States Census Bureau tem uma área de
17,3 km², dos quais 17,3 km² cobertos por terra e 0,0 km² cobertos por água. Mayfield localiza-se a aproximadamente 153 m acima do nível do mar.

## Localidades na vizinhança
O diagrama seguinte representa as localidades num raio de 32 km ao redor de Mayfield.